# 下加茂村 (広島県)
下加茂村（しもがもむら）は、広島県深安郡にあった村。現在の福山市の一部にあたる。

## 地理
加茂谷の南西部、百谷川と加茂川の合流点付近に位置していた。

## 歴史
- 1889年（明治22年）4月1日、町村制の施行により、安那郡下加茂村が単独で村制施行し、下加茂村が発足[1][2]。下加茂村、法成寺村の町村組合を結成し役場を下加茂村に設置[1]。
- 1898年（明治31年）10月1日、郡の統合により深安郡に所属[1][2]。
- 1941年（昭和16年）10月1日、深安郡法成寺村と合併し、加法村を新設して廃止された[1][2]。

## 産業
- 農業、養蚕、畜産[1]

## 教育
- 1892年（明治25年）倉大明神の下に下加茂尋常小学校開校[1]。1908年（明治41年）下加茂小学校が廃止され、小明に自彊尋常小学校開校[1]。1911年（明治44年）自彊尋常高等小学校となる[1]。